# Амісульприд
Амісульприд (англ. Amisulpride, лат. Amisulpridum) — лікарський засіб, що відноситься до атипових антипсихотичних препаратів, та є похідним бензаміду. Амісульприд застосовується переважно перорально, так і внутрішньом'язово. Амісульприд розроблений у лабораторії компанії «Sanofi», та застосовується у клінічній практиці з 1986 року.

## Фармакологічні властивості
Амісульприд — лікарський засіб, що відноситься до атипових антипсихотичних препаратів, та є похідним бензаміду. Механізм дії препарату полягає у блокуванні D2 і D3 дофамінових рецепторів мезолімбічної ділянки та лобної долі, практично не діючи на D1, D4 та D5 рецептори. Усе це сприяє дофамінергічному ефекту, та спричинює активацію психічної діяльності людини, антидепресивний ефект, а також купування психотичної симптоматики. Препарат також є частковим агоністом серотонінових рецепторів 5-HT4 та частини ГАМК-рецепторів, і має незначну антагоністичну активність до рецепторів 5-HT7. Амісульприд не взаємодіє з більшістю серотонінових рецепторів, альфа-1- та альфа-2-, а також бета-адренорецепторами, гістаміновими H1-рецептори, м-холірецепторами та н-холінорецепторами. Препарат має виражену протиблювотну дію та знеболювальну дію. Амісульприд застосовується при шизофренії, особливо у випадку неефективності та непереносимості інших антипсихотичних засобів, а також при інших ендогенних психозах, особливо із симптомами депресії. Препарат може застосовуватися при післяопераційній нудоті та блюванні, а також для профілактики приступів мігрені. Хоча й при застосуванні амісульприду частіше спостерігається підвищення рівня пролактину в крові, ніж при застосуванні інших антипсихотичних препаратів, у більшості випадків при його застосуванні спостерігається незначна кількість побічних ефектів.

### Фармакокінетика
Амісульприд швидко й добре всмоктується після перорального застосування, проте біодоступність препарату становить лише 48 % у зв'язку з ефектом першого проходження через печінку. Максимальна концентація амісульприду в крові досягається двічі, спочаткуза 1 годину, пізніше повторно за 3—4 години після перорального прийому препарату. Препарат погано (на 16 %) зв'язується з білками плазми крові. Амісульприд проникає через гематоенцефалічний бар'єр, через плацентарний бар'єр, та виділяється в грудне молоко людини. Препарат лише незначно метаболізується, виводиться з організму переважно із сечею в незміненому вигляді. Період напіввиведення амісульприду становить 12 годин, цей час може збільшуватися при порушеннях функції нирок.

## Покази до застосування
Амісульприд застосовують при шизофренії, яка супроводжується вираженими продуктивними або негативними розладами, у тому числі й з переважанням негативної симптоматики.

## Побічна дія
При застосуванні амісульприду спостерігається менша кількість побічних ефектів, ніж при застосуванні інших антипсихотичних препаратів, зокрема меншою кількістю екстрапірамідних побічних ефектів, проте при застосуванні препарату частіше спостерігається підвищення рівня пролактину в крові. Найчастішими побічними явищами при застосуванні препарату є сонливість, тремор, акатизія, ортостатична гіпотензія, аменорея, галакторея. Іншими побічними ефектами при застосуванні препарату є:
- Алергічні реакції — шкірний висип, набряк Квінке, кропив'янка.
- З боку травної системи — сухість у роті або підвищене виділення слини, запор, нудота, блювання, порушення функції печінки.
- З боку нервової системи — збудливість, безсоння, запаморочення, ригідність м'язів, тривожність, тризм, судоми, дискінезія, сплутаність свідомості, вкрай рідко злоякісний нейролептичний синдром.
- З боку серцево-судинної системи — тахікардія, аритмії, подовження інтервалу QT, зупинка серця, тромбоемболія, у тому числі тромбоемболія легеневої артерії.
- З боку ендокринної системи — біль у молочних залозах, гінекомастія, імпотенція, фригідність.
- Інші побічні реакції — спастична кривошия, збільшення маси тіла.
- Зміни в лабораторних аналізах — лейкопенія, агранулоцитоз, нейтропенія, підвищення активності ферментів печінки, підвищення рівня холестерину і тригліцеридів, гіперглікемія.

## Протипокази
Амісульприд протипоказаний при підвищеній чутливості до препарату, одночасному застосуванні з протипаркінсонічними препаратами, каберголіном, хінаголідом, мехітазином, циталопрамом та есциталопрамом, феохромоцитомі, при пролактинзалежних пухлинах (рак молочної залози, пролактинома гіпофізу), годуванні грудьми, дітям до 15 років.

## Форми випуску
Амісульприд випускається у вигляді таблеток по 0,05; 0,1; 0,2 і 0,4 г; 1 % розчину для прийому всередину по 60 мл; ампул по 4 мл 5 % розчину.